# 妖婆
『妖婆』（ようば）は、芥川龍之介の短編小説。またそれを原作とした日本映画。

## 概要
雑誌「中央公論」1919年9、10月に掲載された。

## 映画
1976年（昭和51年）10月16日公開。今井正監督、水木洋子脚本、京マチ子主演で製作された和製オカルトホラー映画。大映製作・松竹配給。カラー97分。

### 作品解説
徳間時代の大映が製作。
京マチ子が、悪霊に憑りつかれて不運な人生を歩む女性の生涯を、10代から吹き替えなしで演じる。映画の後半は、特殊メーキャップで不気味な老婆になっていくさまを熱演する。

### キャスト
- お島：京マチ子
- さわ：稲野和子
- 新三：江原真二郎
- 井原：児玉清
- 行者：三國連太郎
- お島の父：大滝秀治
- お島の母：東恵美子
- 老婆：初井言栄
- お敏：神保美喜
- 産婆：北林谷栄
- 新蔵：志垣太郎
- 医師：内藤武敏

### スタッフ
- 製作：永田雅一
- 製作協力：徳間康快
- 企画：金丸益美
- 原作：芥川龍之介
- 脚本：水木洋子
- 撮影：宮川一夫（JSC)
- 照明：中岡源権
- 録音：大角正夫
- 美術：内藤昭
- 音楽：真鍋理一郎
- 編集：谷口登司夫
- 音響効果：倉嶋暢
- 助監督：上田春夫
- 製作助手：長谷川小夜子
- 製作担当：稲垣豊彦
- 別班監督：奥家孟
- 別班撮影：牧浦地志
- 操演：関谷治雄
- 美粧：竹村浩二、小林昌典
- 記録：野崎八重子
- スチル：小山田幸生
- アート・アニメーション：高木厚、グループ・ムシプロ
- 現像：東洋現像所
- きもの提供：株式会社吉全
- 帯提供：株式会社丸居
- 協力：高津商会、京都衣裳、山﨑かつら、京阪商会
- 写真提供：毎日新聞社
- 監督：今井正